# Astiphromma caecum
Astiphromma caecum là một loài tò vò trong họ Ichneumonidae.